# Mamachine
Mamachine es el segundo álbum lanzado por el ahora productor de complextro Aleksander Vinter, y el segundo bajo el alias de Vinter in Vegas. El mismo fue lanzado el 16 de junio de 2011 por la discográfica Section Z.

## Lista de canciones
| N.º   | Título      | Duración |  |
| 1.    | «Vega»      | 1:12     |  |
| 2.    | «Logos»     | 3:30     |  |
| 3.    | «Nanoteck»  | 2:01     |  |
| 4.    | «EOA»       | 2:35     |  |
| 5.    | «Brainache» | 3:46     |  |
| 6.    | «Gave»      | 3:47     |  |
| 7.    | «Milja»     | 2:28     |  |
| 8.    | «Can T»     | 1:06     |  |
| 9.    | «Reagen»    | 3:05     |  |
| 10.   | «Kloser»    | 5:14     |  |
| 11.   | «Mink»      | 2:28     |  |
| 12.   | «Vargas»    | 4:44     |  |
| 13.   | «Lux»       | 2:49     |  |
| 14.   | «Vowov»     | 2:12     |  |
| 15.   | «Oversee»   | 3:01     |  |
| 16.   | «Projects»  | 3:08     |  |
| 17.   | «Ending»    | 4:46     |  |
| 51:52 |             |          |  |